# Fotomedienfachmann
Fotomedien-fachmann/fachfrau ist ein seit 2008 ein in Deutschland staatlich anerkannter Ausbildungsberuf.
Der Fotomedienfachmann ist vor allem im Fotofachhandel tätig. Im Gegensatz zum Einzelhandelskaufmann soll der Fotomedienfachmann spezielle Produktkenntnisse im Bereich der digitalen Fototechnik, in der Bildbearbeitung und in Digitalisierung von Aufnahmen erlernen.
Das erste Jahr der dreijährigen Ausbildung deckt sich mit dem Berufsbild des Einzelhandelskaufmannes. Erst in den beiden weiteren Jahren findet die Spezialisierung statt. 
Bei der Einführung des Berufsbildes wurde der Berufsschulunterricht zuerst an der Landesberufsschule Photo+Medien in Kiel angeboten, inzwischen findet der Unterricht auch an anderen Schulen statt.